# Youssef Saheb Ettabaâ
Youssef Saheb Ettabaâ (arabe : أبو المحاسن يوسف صاحب الطابع), né vers 1765 et mort le 23 janvier 1815, est un mamelouk d'origine moldave qui devint un homme politique de la régence de Tunis.

## Biographie

### Début de carrière
Réduit en esclavage et racheté, alors qu'il avait treize ans, par Baccar Djellouli, caïd-gouverneur, armateur et riche commerçant sfaxien, en 1777 à Constantinople, il vit quelques années à Sfax chez la famille Djellouli, tout en s'accoutumant avec les usages et la langue arabe tunisienne. Parvenu à l'âge de raison, il est offert en 1781 au prince Hammouda Pacha, âgé de 18 ans et déjà associé au règne de son père depuis 1777. Le ministre Hammouda Ben Abdelaziz se charge de son instruction.

### Homme fort de la Tunisie
Devenu une personnalité influente, Youssef, particulièrement intelligent, occupe le poste de garde des sceaux, c'est-à-dire qu'il est nommé saheb ettabaâ, dès 1782, en remplacement de Moustapha Khodja qui demeure le principal ministre du bey ; il s'impose toutefois comme le principal gouverneur de la politique beylicale et s'impose aussi comme le premier négociant de la régence.
Entre 1783 et 1815, une grande partie du pouvoir économique tunisien est entre les mains de Saheb Ettabaâ. Il modifie le fermage, contrôle mieux les recettes des impôts et fixe des familles de caïds qui deviennent ses indispensables. Diplomate, Youssef Saheb Ettabaâ rapproche le souverain avec la dynastie ottomane. En 1795, il contrôle les barrières à l'importation et à l'exportation de toute l'activité commerciale et élimine le précepte d'achat par anticipation ; il surveille également le commerce artisanal, notamment celui destiné à la fabrication de la chéchia et intensifie la course à l'armement en mer Méditerranée durant les années de rivalités franco–britanniques.

### Principal ministre de la régence
Saheb Ettabaâ devient principal ministre en 1800, après le décès de Moustapha Khodja. Osman Bey le désigne khaznadar (trésorier, ministre des Finances) lors de son accession au trône. Trop puissant, il est assassiné après la mort de son protecteur Hammouda Pacha, à l'instigation des princes Hussein et Moustapha manipulés par Mohamed Larbi Zarrouk Khaznadar, leur oncle maternel de lait. L'acte est motivé par sa fine connaissance des rouages du pouvoir et la jalousie de Zarrouk pour sa position prépondérante au gouvernement. L'attaque a lieu le 15 septembre 1814 devant l'entrée du sérail du palais du Bardo ; il meurt à la suite de ses blessures le 23 janvier 1815.

## Faits marquants
Saheb Ettabaâ est à l'origine de la construction de la mosquée portant son nom à Halfaouine. Cette mosquée est un très bel édifice qui se distingue par sa riche décoration : emploi de marbres précieux pour les colonnes ainsi que pour le revêtement des murs intérieurs  et stucs finement ciselés pour les plafonds. Alors que sa construction débute le 20 février 1808, elle est inaugurée le 4 mars 1814 ; les travaux sont placés sous la direction de l'architecte Haj Sassi Ben Frija. Juste à côté de la mosquée, Saheb Ettabaâ fait édifier également deux médersas et un mausolée constituant ainsi un complexe architectural impressionnant.